# Something ELse
Something ELse（サムシングエルス）は、1994年に結成した、アコースティック・スタイルと三声のハーモニーを基調とした日本のバンドである。略称は「サムエル」。
「柏」発のストリートミュージシャン出身であることや、楽曲「ラストチャンス」のヒットで知られる。
2006年10月22日、FINAL TOUR「LAST LIVE」を以て解散した。
解散後、大久保伸隆はソロでライブを中心に活動中。伊藤大介と今井千尋はプロデュース・ユニットranaiを結成したものの現在活動休止中。今井はレコード会社勤務の傍ら、音楽ディレクターとしての活動を行っている。

## メンバー
- 大久保伸隆（おおくぼ のぶたか、1974年9月24日（50歳） - ）
リード・ヴォーカル(Lead Vocal)、アコースティック・ギター(Acoustic Guitar)
東京都生まれ、千葉県流山市育ち
2009年11月11日、ブログで一般女性との結婚を発表。
- 伊藤大介（いとう だいすけ、1974年7月25日（50歳） - ）
アコースティック・ギター(Acoustic Guitar)、ヴォーカル(Vocal)
千葉県野田市育ち。元妻は歌手の鈴里真帆。二児の父。
- 今井千尋（いまい ちひろ、1974年8月28日（50歳） - ）
ベース(Bass)、キーボード(Keyboard)、ヴォーカル(Vocal)
福岡県太宰府市出身。明治大学政治経済学部卒業。妻は歌手の松本英子。一児の父。

## 遍歴

### I/O EXIT
高校2年生の夏、吹奏楽部でユーフォニアムを担当していた伊藤大介は失恋をきっかけにアコースティックギターを始める。また同時期に、同じ高校で同級生だった大久保伸隆も、長渕剛ファンの友人宅に遊びに行った際、友人の兄が所有していたギターの音色に魅了され、すぐに持ち帰ってアコースティックギターを始める。
クラスが別々でそれほど親しくなかった二人だが、ある時、理科準備室で黙々とギターの練習をする、空手部の大久保の姿を伊藤が見かけたことがきっかけで会話を交わすようになる。互いに音楽に興味を持ち、ギターを弾いているという共通点も更に距離を縮めることになった。
「予餞会（三年生を送る会）」を機にユニットを結成、ストリートライブを開始する。程なくして、大久保の発案でライブハウスの出演が決まる。当初名前は決まっていなかったが「自分達の音楽が聴いてくれる人にとって心の非常口になれば」との思いから、「EXIT（非常口）というフレーズは使いたい」と強くこだわった。正式なユニット名を決めかねていたところ、ライブハウスのマネジャーが二人の名字を取って『I/O EXIT』と命名し、そのままユニット名になった。バンドのプロフィール紹介ではinput/outputという意味合いもあるとされている。

### EXIT LINE
1994年5月、柏駅前のデッキ上でI/O EXITとしてストリートライブを行っているところを、たまたま母校の野球観戦を終えて帰宅途中だった今井千尋が見かける。今井は別の音楽ユニットで活動していたがプロミュージシャンとして身を立てることを志しており、自身の作る楽曲に合うボーカルと演奏を求めていたこともあって、オーリアンズの「Dance With Me」を演奏する2人に心打たれ、すぐに声をかける。その時の今井は泥酔状態であった為、伊藤と大久保は不信感を募らせたが、プロ志向を熱く語る今井に感じるものがあり、後日改めて話し合いをすることになる。今井が用意したオリジナル曲の譜面とテープを聴いた2人が気に入り、『EXIT LINE』として活動を開始。一週間後にはストリートライブを行う。後にシングルとして発売されることとなる『風と行きたかった』は最初のオリジナル曲として早くから披露されていた。
やがて、柏でのストリートライブは200人以上を集めるようになり、地元紙に取り上げられるまでになっていた。当初は歌いたいだけ歌っていたが、ライブハウスへの集客を目的とする為、後に隔週土曜日、時間も50分間で固定された。音楽関係者がその様子を知ることになりデビューへのきっかけとなる。

### Something ELse
5社程のレコード会社からオファーを受け、東芝EMIと契約締結。
1996年の5月頃、メジャーデビューに際し「EXIT LINEは発音しづらい」とスタッフから意見があり、バンド名を変更することになる。
1996年7月13日、最後となった柏でのストリートライブで『Something ELse』としてメジャーデビューすることを発表した。EXIT LINEの『E』と『L』の頭文字を取り、“もっと良いもの。転じて凄く目立つ、たいした奴”という意味が込められている。一時、スタッフ側から「GROWINGはどうだ？」と提案があったが、すでにレコード会社内で「サムエル」の略称が定着していた為、結局この案は立ち消えになった。

## 略歴
1996年
- 10月7日 - TOKYO FMで「里香とSomething ELseのミュージックキャンプ」をスタートさせる。（1997年9月まで）
- 10月23日 - シングル『悲しきノンフィクション』でメジャーデビュー。初回版には大久保の名前がミスプリントされたものが存在する。このシングルのレコーディングを機に、主にキーボード担当だった今井は初めてベースを購入した。オリコン最高位137位。地元柏の新星堂のランキングでは3位を記録。

1997年
- 3月12日 - 2ndシングル『days go by』リリース。サムエルで最も売れなかったシングル。
- 4月18日 - 初のワンマンライブを渋谷のライブハウスEgg-manで行う。
- 10月8日 - 3rdシングル『風と行きたかった』リリース。JR東日本のVIEW CARDのCFソングに採用される。セールスこそ芳しくなかったが、地方ラジオ局のリクエストランキングでは1位を記録。

1998年
- 2月6日 - 4thシングル『反省のうた』リリース。NHK『みんなのうた』（1998年2-3月）でオンエア  される。
- 3月6日 - 1stアルバム『TRIPLE PLAY』リリース。当時のレコード会社所属アーティストの地方移動費No.1も報われず、なかなか結果に結びつかなかった。
- 6月17日 - 5thシングル『レコード』リリース。テレビ東京系ドラマ『太陽娘と海』の主題歌に起用、メンバー全員が本人名義で出演している。
- 9月13日 - デビューシングルを超えるセールスを記録できず低迷。レコード会社との契約切れの危機に立たされていた折、日本テレビの人気番組『雷波少年』から起死回生のチャンスともいえる白羽の矢が立つ。「三人で一つの部屋にこもり運命の一曲を制作。その一曲を次のシングルとしてリリースし、そのシングルがオリコン初登場20位以内に入らなければバンド解散、音楽業界以外の職種に転職」という条件だった。企画内容には一時メンバー、スタッフも難色を示したが、三人の意見は一致し合宿生活を開始。首都圏以外では深夜のオンエアや放送が数週間遅れとなるなど不利な点もいくつか重なったが、全国各地でのファンやラジオDJによる応援活動やネットでの呼びかけ、バンドがデビュー以後出演してきたラジオ局のDJが一丸となって、「僕達だってサムシングエルスを失いたくない!!」というチラシを署名入りで全国的に配布しバンドの存続を訴えた。
- 12月23日 - 運命の6thシングル『ラストチャンス』リリース。

1999年
- 1月1日 - 初登場20位以内を目指して合宿所から見えた富士山へ願掛け。また同日、すでに担当を外れていたスタッフが熊本へ飛び、ファンも街頭で呼びかけを行った。さらにFMK（エフエム中九州、現在のエフエム熊本）のラジオDJもCDショップにて「ラストチャンス」を手売りする。
- 1月6日 - オリコン結果発表で20万5340枚を売り上げ、初登場2位を記録、118日間の合宿生活を終了する。翌週には1位を獲得。最終的にミリオンセラーに迫るヒットを記録した。
- 3月10日　-　合宿生活中に記録していた日記をまとめた書籍『サムエル日記』出版。
- 3月17日 - 『ラストチャンス』を含む6枚のシングルなどを収録したヒストリーアルバム『502』をリリース。
- 4月　-　オフィシャルファンクラブ「サムエル主義共和国」設立。
- 4月　-　bay fm「サムシングエルスのなのはなレディオ」スタート（2000年9月まで）。
- 4月9日 -　合宿生活中に制作した楽曲をリメークした7thシングル『さよならじゃない』リリース。劇空間プロ野球のイメージソングに起用され、シーズン終了まで流れる。
- 6月7日 - 7月6日 - 初の全国ツアー「トリプルプレイ〜なんとか三人でやってみます〜」敢行。9ヶ所11公演。
- 7月28日 - 8thシングル『あいのうた』リリース。
- 10月 - 文化放送をキー局に全国ネットのラジオ番組『LIPS PARTY 21.jp』スタート（2001年9月まで）。
- 10月6日 - 11月30日 - 二度目の全国ツアー。15ヶ所15公演。
- 12月30日 - 『輝く!日本レコード大賞』に出演。『ラストチャンス』が優秀作品賞を受賞。
- 12月31日 - 第50回NHK紅白歌合戦に出場。またこの年、『日本ゴールドディスク大賞』において、ソング・オブ・ザ・イヤーも受賞し、年末年始にかけて多数の音楽番組に出演する。

2000年
- 1月1日 - 千葉県柏駅でのストリートライブにて、新年をスタートさせる。
- 2月16日 - 9thシングル『ウソツキ』リリース。初のマキシシングルで、ダブルタイアップ。
- 3月8日 - 2ndアルバム『ギターマン』リリース。
- 4月10日 - WOWOWにて、プロモーション活動を追ったドキュメンタリー『我らサムエル共和国・前編〜be there〜』放送。
- 4月26日 - ファーストビデオ『Musician Life』リリース。
- 4月28日 - 7月19日 - 全国ツアー『ギターマン○2000　〜三者面談ツアー〜』追加公演含む20ヶ所20公演。
- 7月1日 -　有線大賞上半期中間発表で『ウソツキ』が第7位を記録する。
- 7月22日 - WOWOW『我らサムエル共和国・後編〜ギターマン○2000　〜三者面談ツアー〜』放送。
- 11月8日  - 10thシングル『磁石』リリース。
- 12月1日- 12月7日 - 四大都市ツアー『トリプルプレイ〜大反省会〜』4ヶ所4公演。

2001年
- 2月9日 - 11thシングル『びいだま』リリース。
- 3月7日 - 3rdアルバム『光の糸』リリース。
- 6月29日　-　著書『本音』を出版。
- 5月12日 - 7月14日　全国ツアー『光の糸〜怒りの人〜』19ヶ所19公演、会場ごとに3パターンで構成。
- 10月24日 - デビュー5周年記念ライブ「祝5周年☆縮我疲労パーティー」を柏市民文化会館で敢行。

2002年
- 2月6日 -　12thシングル『夏のラジオ』リリース。
- 2月27日　- 4thアルバム『Y』リリース。
- 3月23日 - 5月18日　- 全国ツアー『“Y”〜技Y転じて服とナス〜』19ヶ所26公演。原点回帰をテーマに、小規模のライブハウスに絞ったツアーを敢行。
- 4月以降、FM YOKOHAMAにてレギュラーラジオ番組『Step On Something』スタート（2003年9月まで）。
- 6月12日 - 15日　- 東名阪ホールツアー『“Y”〜ボクラYク〜』3大都市3公演。
- 9月26日 - 13thシングル『国道16』リリース。本作のリリースを機に、「都市部だけでない、郊外でのライブ」に焦点を当てた独自の活動スタイルとして「サブ・アーバンミュージック」を提唱。さらに2003年春に初のベストアルバムをリリースする事を発表した。
- 11月4日以降  - サブ・アーバンライブツアー『裸足のGUITARMAN』スタート。
- 12月31日 - 初のカウントダウンイベントを大阪WTCで敢行。3500人を動員。

2003年
- 2月5日 - 14thシングル『少年』リリース。シークレットトラックとして、サブ･アーバンライブ会場の楽屋で収録された「少年」が収録されている。
- 3月12日 - 初のベストアルバム『TICKET』リリース。5ヶ所でフリーライブ『青春往復切符』を開催。
- 5月14日 - 5thアルバム『風見鶏』リリース。
- 5月17日 - 毎年恒例の渋谷公会堂公演『帰ってきたGUITARMAN』を敢行。
- 5月21日 - サッカーキリンチャレンジカップ（ニュージーランド vs 日本代表戦）にて国歌斉唱。
- 8月27日 - ベストDVD『TICKET THE MOVIE』リリース。これまでに発表したシングル14曲のミュージックビデオを収録。
- 10月以降 - NRNにてラジオ番組『Something ELseのラジオアミューズメントパーク』スタート（2004年3月まで）。
- 10月2日 - 『Dream Power ジョン・レノン スーパーライブ』に出演。
- 10月16日 - 15thシングル『1M』リリース。
- 12月8日 - 大久保のソロプロジェクトが発表される。ストリートライブ『夜宴楽』スタート。
- 12月23日 - AIR-Gの企画で、札幌ドームで単独イベントを行う。
- 12月31日 - カウントダウンライブ『2003→2004未が申』横浜ランドマークホールで敢行。

2004年
- 1月28日 - 大久保のソロシングル『想（SOU）』リリース（同年3月24日にソロアルバム『響（HIBIKI）』をリリース）。
- 4月24日 - 女子サッカー、オリンピックアジア予選（北朝鮮代表 vs 日本代表戦）にて国歌斉唱。
- 7月28日 - 初のカヴァーシングル『あの頃のまま』リリース。
- 8月25日 - オリジナル2曲を含むカヴァー曲を中心とした6thアルバム『夏唄』リリース。
- 8月23日、8月28日 - 大阪・東京にて『日本の夏、ギターマンの夏』を敢行。
- 9月29日 - ドキュメントDVD『夏華』リリース（メンバーが望む形での発表ではなかった為、ディスコグラフィーには掲載しない）。翌月には所属事務所、レコード会社からの独立を発表。
- 12月31日 - カウントダウンライブ『2004→2005申酉合戦』千葉京成ホテルミラマーレで敢行。

2005年
- 1月1日 - 新体制スタート。新事務所「パラレルワールド」を設立し独立（後に法人化、「有限会社アクアヴィット」所属となる）。
- 6月1日 - ファンクラブ・ライブ会場限定ミニアルバム『バンドワゴン』リリース。未発表曲であった『続・風と行きたかった』を収録。
- 7月11日 - 15日 - 東名阪ツアー『1996年にデビューしたSomething ELse大久保伸隆・伊藤大介・今井千尋の三人がお送りする2005夏の音楽祭』3ヶ所3公演。
- 11月28日 - 初のレコ発ワンマンライブを新宿ロフトで敢行。
- 11月30日 - オリジナルとしては2年半振りとなる7thアルバム『COLOR』リリース。
- 12月31日 - カウントダウンライブ「2005→2006酉が戌」ラフォーレミュージアム六本木で敢行。

2006年
- 3月4日 - shibuya eggmanの25周年を記念したワンマンライブに参加。
- 8月1日 - オフィシャルサイト上でバンド解散を発表。解散についてはファンクラブ会報では自筆によるメッセージが掲載されたものの、詳細な経緯は明らかにされないまま、最後のツアー日程が発表された。
- 10月5日 - 22日 - FINAL TOUR『LAST LIVE』を敢行。デビュー10周年を翌日に控えた10月22日には、長年彼らを支えたファンや関係者が多数集い、全25曲、3時間半に及ぶステージでバンドの活動に幕を降ろした。

2014年
- 10月 - 11月 - 視聴者からの後押しで番組の再放送を行う NHK『みんなのうたリクエスト』 で、1998年2月 - 3月に放送  された『反省のうた』が再放送された 。2017年5月時点においても不定期で放送されている。

2016年
- 9月24日 - バンド解散後、ソロ活動を続ける大久保伸隆の50回目のワンマンライブ、さらには自らのバースデーライブとキャリア20周年（バンド、ソロで各10年）を兼ねたアニバーサリーイベント『Flight Night Party vol.50 & Birthday! & 20th Anniversary!』を都内で開催。バンド時代のベーシストである今井千尋がゲスト出演。「ラストチャンス」等を披露した。

## 主なサポートメンバー
- パーカッション：矢吹正則（2003年 - 2006年）

2003年以降、3人編成のイベント以外のライブにはほぼ参加。Something ELseのFINAL TOURでも全公演を務め上げた。
- バイオリン&二胡：土屋玲子（2003年 - 2004年）

2003年5月、サムエルの単独ライブでは初となるバイオリン奏者として初参加。アルバム「夏唄」では表題曲で二胡を演奏。
- エレキギター：八ッ橋義幸（2000年 - 2001年・2006年）

全国ツアー『ギターマン』『光の糸』ツアーに参加。FINAL TOURではラスト東京公演に約5年振りの参加を果たした。
- ピアノ：草間信一（2000年 - 2001年・2006年）

長らく全国ツアーの参加が無かったが、FINAL TOURのラスト東京公演において「国道16」の演奏に急遽駆けつけた。

## 現在の活動
- 2007年2月、伊藤と今井の二人はプロデュースユニット「ranai」を結成。イベント出演やCDリリースも行ったが現在活動休止中。伊藤に関しては近年、活動が確認されていない。今井は個人で松浦亜弥・メロン記念日・Buono!など、ハロー!プロジェクト所属アーティストへの作曲提供や、さだまさしのアルバム制作といった、ディレクターとしての活動を中心に行っている。
- バンド活動の継続に強い意思を持っていた大久保も2007年3月、「Sunnyglider#」として活動を開始。その後、「Sunny-G」を経て、現在は本名の大久保伸隆に戻り、年5回Liveを中心に活動中。
- 2017年1月1日、今井はフジテレビ放送の「さま～ずコントTV vol.2」にて、コントマイナスターズのギター担当「今井ちゃん」として出演した[1]。

## ディスコグラフィ

### シングル
1. 悲しきノンフィクション／レインボウ（1996年10月23日）
  - TBS系「Popfile」エンディングテーマ&J-WAVEサッポロビール企業CMソング
2. days go by／無口（1997年3月12日）
  - テレビ東京系「TVチャンピオン」エンディングテーマ
3. 風と行きたかった／MONKEY MAGIC（ゴダイゴのカヴァー）（1997年10月8日）
  - JR東日本「VIEW CARD」CFソング
4. 反省のうた／Easy to Love（1998年2月6日）
  - NHK「みんなのうた」
5. レコード／I say razz you go!（1998年6月17日）
  - テレビ東京系「太陽娘と海」主題歌
6. ラストチャンス（1998年12月23日）
  - 日本テレビ系「雷波少年系ラストチャンス」より
  - AGAスキンクリニックCMソング（2015年、歌唱は篠崎愛）
7. さよならじゃない／どこまでも遠くへ（1999年4月9日）…「ラストチャンス」の候補曲だった。
  - 日本テレビ系全国ネット「'99劇空間プロ野球」イメージソング
8. あいのうた／花火が消えるまで（1999年7月28日）
  - 「雷波少年系遊園地 後ろ楽しいガーデン」イメージソング
9. ウソツキ／be there（2000年2月16日）
  - つんくタウン二丁目企画。映画「GO-CON!」主題歌／山崎製パン「新食感宣言」CMソング
10. 磁石／蜘蛛の糸／1224〜25（今井家demo）（2000年11月8日）
  - テレビ東京系「少女日記」主題歌
11. びいだま／桜雨〜あの日の雨と今日の雨II／思い出であれ、後悔であれ（2001年2月9日）
  - テレビ東京系「少女日記」主題歌
12. 夏のラジオ／元気ですか?（2002年2月6日）
  - 「元気ですか？」全薬工業「ジキニン」CMソング
13. 国道16／そのまま（2002年9月26日）
  - 日本テレビ系「モグモグGOMBO」エンディングテーマ
14. 少年／笑いたい（2003年2月5日）
  - 日本テレビ系「カップリングLOVE」エンディングテーマ
15. 1M／天気予報（2003年10月16日）
  - 「天気予報」（NHK「ほくほくテレビ」より）
16. あの頃のまま／夏唄／夕立ち（アコースティックバージョン）（2004年7月28日）

### オリジナル・アルバム
1. TRIPLE PLAY（1998年3月6日）
2. ギターマン（2000年3月8日）
3. 光の糸（2001年3月7日）
4. Y（2002年2月27日）
5. 風見鶏（2003年5月14日）
6. 夏唄（2004年8月25日）
7. COLOR（2005年11月30日）

### ヒストリー・アルバム
- 502（1999年3月17日）

### ファンクラブ／ライブ会場限定販売
- バンドワゴン（2005年6月1日）

### ベスト・アルバム
- TICKET（2003年3月12日）
- ゴールデン☆ベスト Something ELse（2011年2月23日）

### 映像作品
- Musician Life（2000年4月26日）／VHS
- TICKET THE MOVIE（2003年8月27日）／DVD
- 「1M」シングルDVD（2003年12月）／DVD
  - ファンクラブ／ライブ会場限定販売

## その他のタイアップ
- 『ビデオテープ』（「トライデント」CMソング）
- 『いつか』（「TBSグアムマラソン2000」イメージソング）
- 『星空を見上げたら』（「アデランス」CMソング）※未発表曲
- 『遥かなすぐ近くに』（NTT DoCoMo東海「P-IN」CMソング）
- 『渡り鳥』（TBS系全国ネット「がっちりマンデー!!」エンディングテーマ
- 『ボールの行方』（FUJIKEN企業CMソング）
- 『面影ポーズ』『まだまだ僕には』（松坂屋キャンペーンソング）

## NHK紅白歌合戦出場歴
| 年度/放送回               | 回 | 曲目           | 出演順 | 対戦相手      |
| ------------------------- | -- | -------------- | ------ | ------------- |
| 1999年（平成11年）/第50回 | 初 | ラストチャンス | 02/27  | Hysteric Blue |

注意点
- 出演順は「出演順/出場者数」で表す。